# Chagrin (cuir)

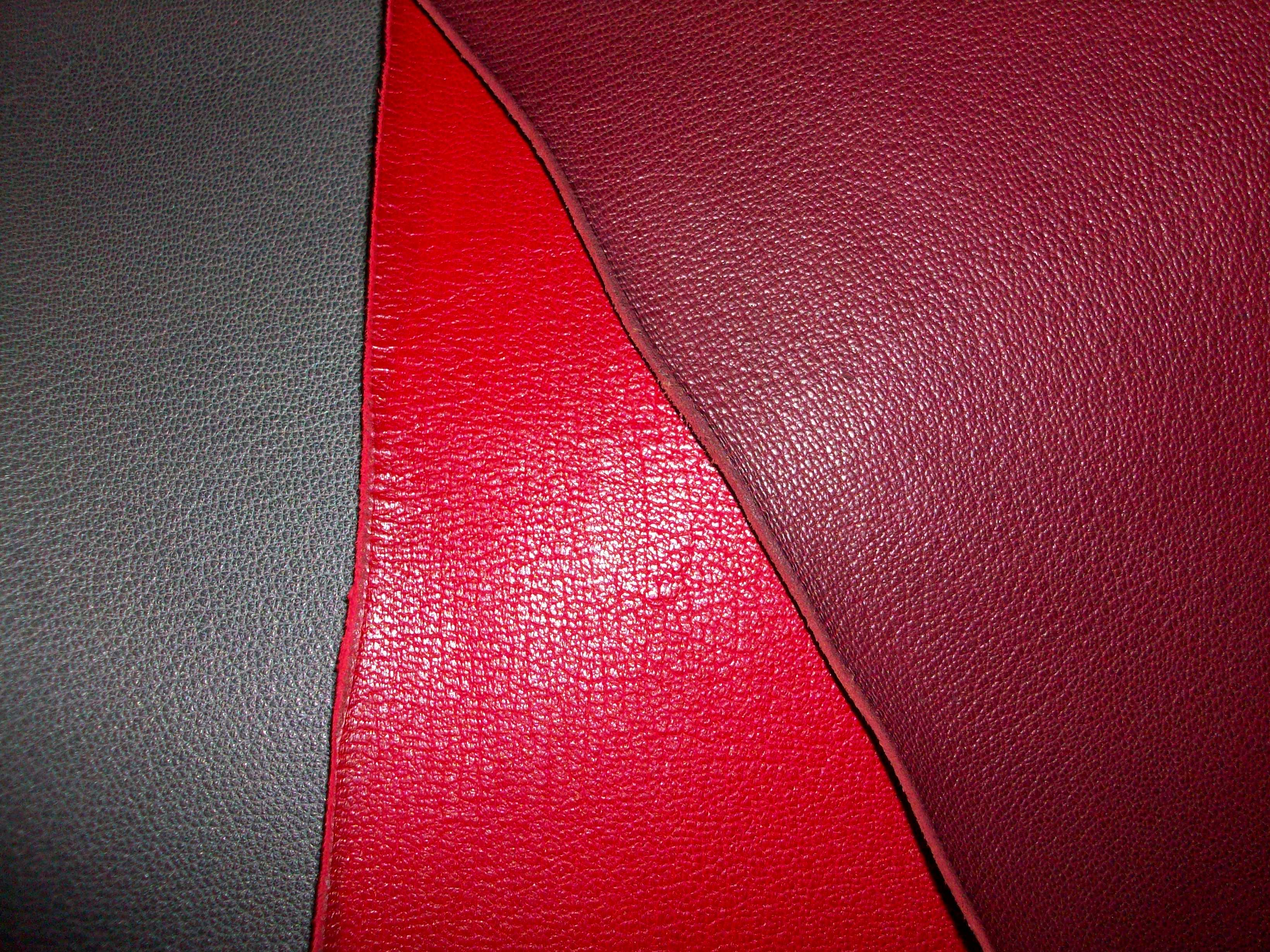
Cuir chagrin de diverses couleurs.

Le chagrin est un cuir préparé surtout utilisé en reliure. Probablement issu du mot turc sağri qui signifie croupe, car la peau en question était tirée de la croupe de l'âne, du mulet ou de l'hémione, il correspond aujourd'hui à une peau de chèvre au grain rond et petit, caractéristique par son aspect grenu. Cette peau, de qualité très inférieure au maroquin, reste meilleure, pour faire une reliure, que la basane.